# シャトー・フロンテナック
座標: 北緯46度48分44秒 西経71度12分19秒 / 北緯46.81222度 西経71.20528度

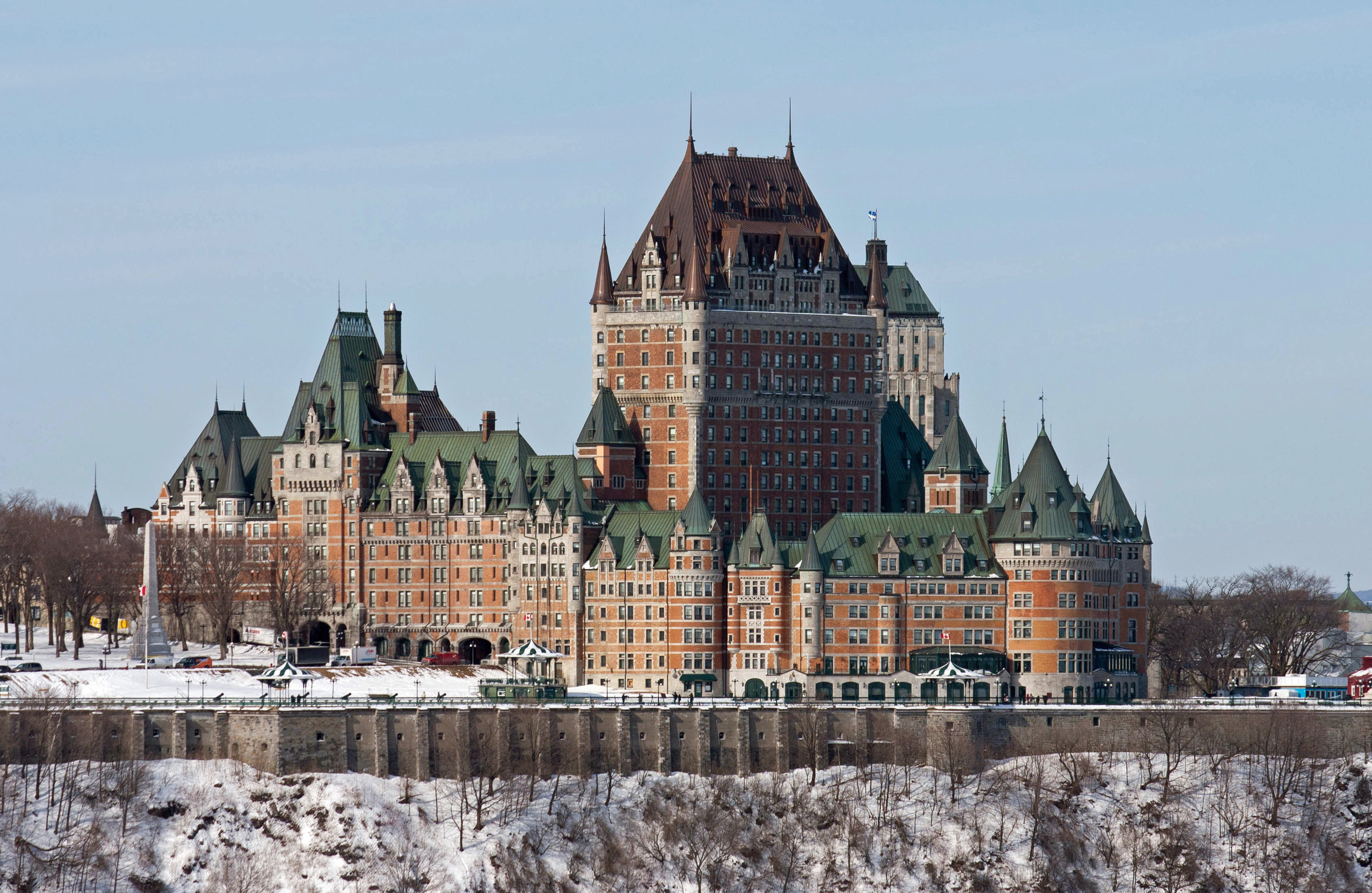
シャトー・フロンテナック

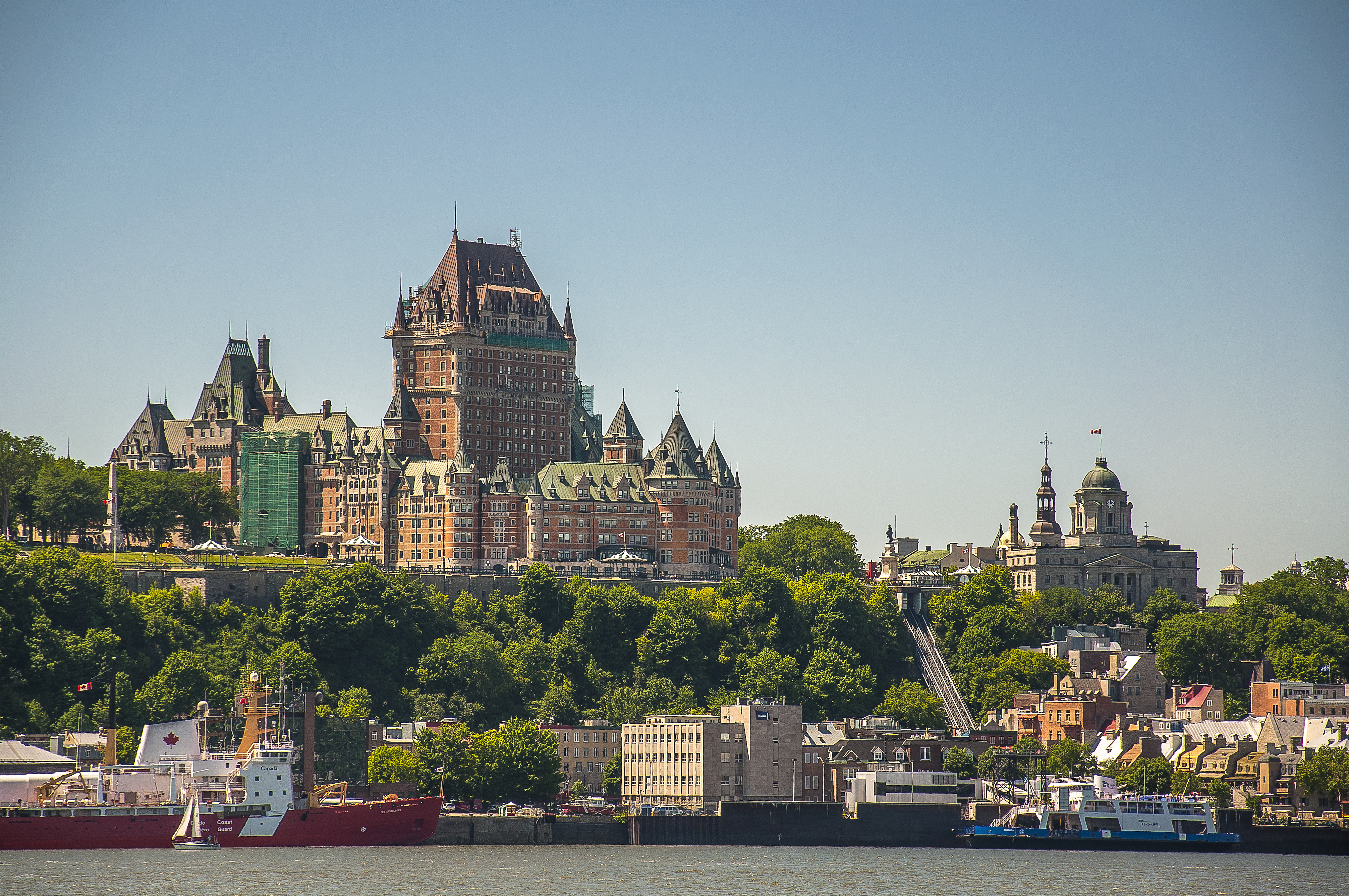
シャトー・フロンテナックとケベック歴史地区

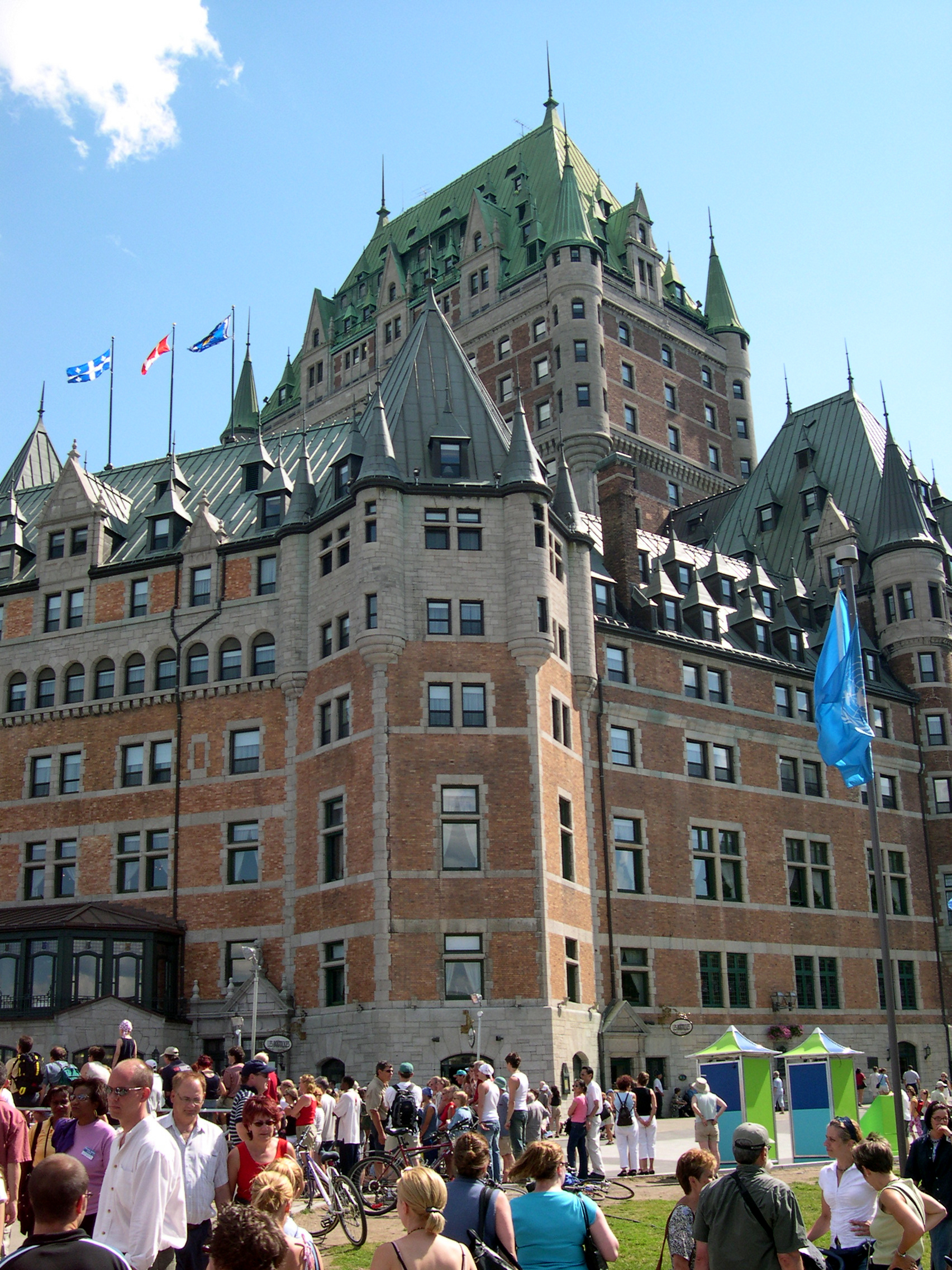
ホテル、シャトーエスク様式

シャトー・フロンテナック（フランス語: Château Frontenac）は、カナダのケベック・シティーのランドマークにもなっている伝統ある高級ホテル。ホテルの正式名称は「フェアモント・ル・シャトー・フロンテナック」（Fairmont Le Château Frontenac）。

## 概要
セントローレンス川沿いに立地しており、緑青の吹いた銅葺き屋根とレンガの壁に窓の白い縁飾りが特徴の、フレンチ・ロマネスク風の建築である。建て増しの結果、高層棟とそれを取り囲む5棟の低層棟で構成されており、合計で600の客室をもつ。1953年、アルフレッド・ヒッチコックが制作した映画『私は告白する』（I confess）の舞台にもなった。

## 歴史

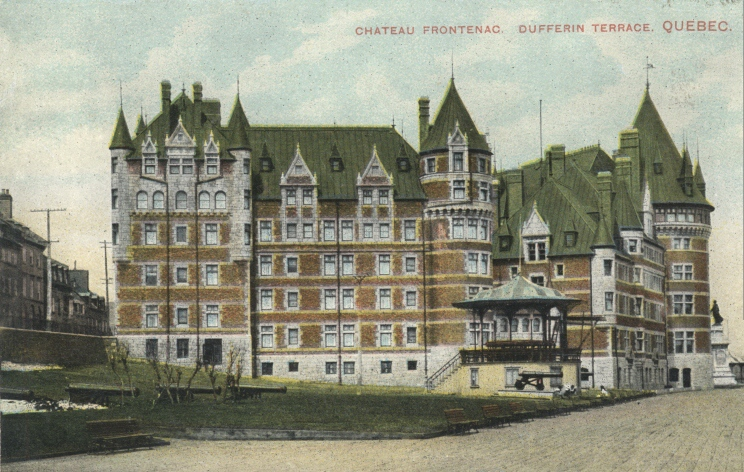
初期の建築を示す1910年頃の絵はがき。この後拡張され中央部の高層部分が建設された

カナダ太平洋鉄道（CPR）社主であったウィリアム・コーネリアス・ヴァンホーン（William Cornelius Van Horne）の発案により、鉄道会社が富裕層の利用客を惹きつけるために、贅沢な旅行を奨励する施策の一環として建てられたのが起こり。19世紀後半から20世紀初頭にかけて建てられたシャトー・スタイル（"Château" Style）ホテルのうちの1つで、アルバータ州の「バンフ・スプリングス」とともに、社主と親しかった建築家ブルース・プライスによる設計。史跡のシタデル（要塞）からほど近い場所に17世紀後半より建設が始められ、1893年に開業した。
ヌーヴェル・フランス総督（1672年-1682年、1689年-1698年）であったフロンテナック伯爵ルイ・ド・ブアド（Louis de Buade de Frontenac）の爵名に由来してホテル名とした。
1943年8月、英国首相ウィンストン・チャーチルとアメリカ大統領フランクリン・ルーズベルトが第二次世界大戦における戦略を話し合ったケベック会談（会場：シタデル）で、多くの来賓はこのシャトー・フロンテナックに滞在した。この時、カナダからは当時のカナダ首相ウィリアム・ライアン・マッケンジー・キングが招待されている。
ホテルはセントローレンス川を見下ろす岬の高台にあり、眺めが非常に良い。七年戦争（別名：フレンチ・インディアン戦争）の舞台にもなった1759年9月のアブラハム平原の戦場近くでもある。
現在はトロントに本社を置くフェアモント・ホテルズ・アンド・リゾーツにより運営されている。

## 関連事項
- バンフ・スプリングス・ホテル